# Nageshwari (underdistrikt)
Nageshwari är ett underdistrikt i Bangladesh. Det ligger i den norra delen av landet, 260 km norr om huvudstaden Dhaka.
Trakten runt Nageshwari består till största delen av jordbruksmark. Runt Nageshwari är det tätbefolkat, med 849 invånare per kvadratkilometer.